# Tobias Delius

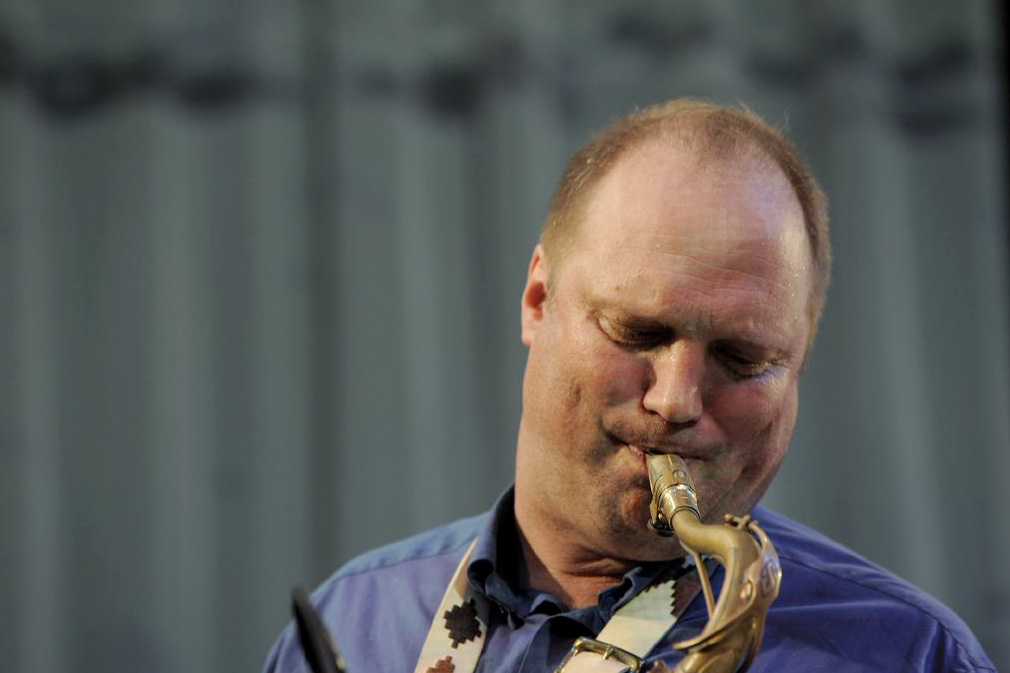
Tobias Delius

Tobias Delius (Oxford, 15 juli 1964) is een saxofoon- en klarinetspeler uit de jazz.
Hij is de zoon van een Argentijnse vader en een Duitse moeder. Rond zijn tiende verhuist hij naar het Ruhrgebied in Duitsland waar hij in 1980 saxofoon begint te spelen. Van 1983 tot 1984  woont hij in Mexico-Stad waar hij in een kwartet speelt.
In 1984 verhuist hij naar Amsterdam waar hij korte tijd aan het Sweelinck Conservatorium studeert bij Misha Mengelberg en Paul Stocker. Al snel stort hij zich in de wereld van de geïmproviseerde muziek en begint hij samen te spelen met musici uit uiteenlopende achtergronden zoals Sean Bergin, Curtis Clark, Arnold Dooyeweerd, Arjen Gorter en Louis Moholo.
In 1990 richt hij zijn Tobias Delius kwartet op, met Tristan Honsinger (cello), Joe Williamson (contrabas) en Han Bennink (slagwerk). In datzelfde jaar ontvangt hij de Podiumprijs van de Stichting Jazz in Nederland. In februari 2004 ontvangt hij de VPRO / Boy Edgar award.
Daarnaast speelt hij nog in een veelheid aan groepen, zoals Available Jelly, Sean Bergin’s MOB, ICP Orchestra, Chris Abelen Quintet, Joost Buis and his Famous Astronotes, Frank van Bommel Quartet en Curtis Clark.
- Gemeinsame Normdatei: 134695364
- International Standard Name Identifier: 0000 0000 7627 6784
- Library of Congress Control Number: no2015044461
- MusicBrainz: 8f369cee-fc1d-4c08-8927-99d8f4b4891f
- Nationale Bibliotheek van Polen: a0000002792798
- Virtual International Authority File: 106592189
- WorldCat: E39PBJdGK7wVDkt3KhfGKvKfMP